# Alhama de Aragón
Alhama de Aragón es un municipio y localidad española de la provincia de Zaragoza, en la comunidad autónoma de Aragón. El término municipal, ubicado en la Comunidad de Calatayud, tiene una población de 925 habitantes (INE 2024).

## Situación y clima

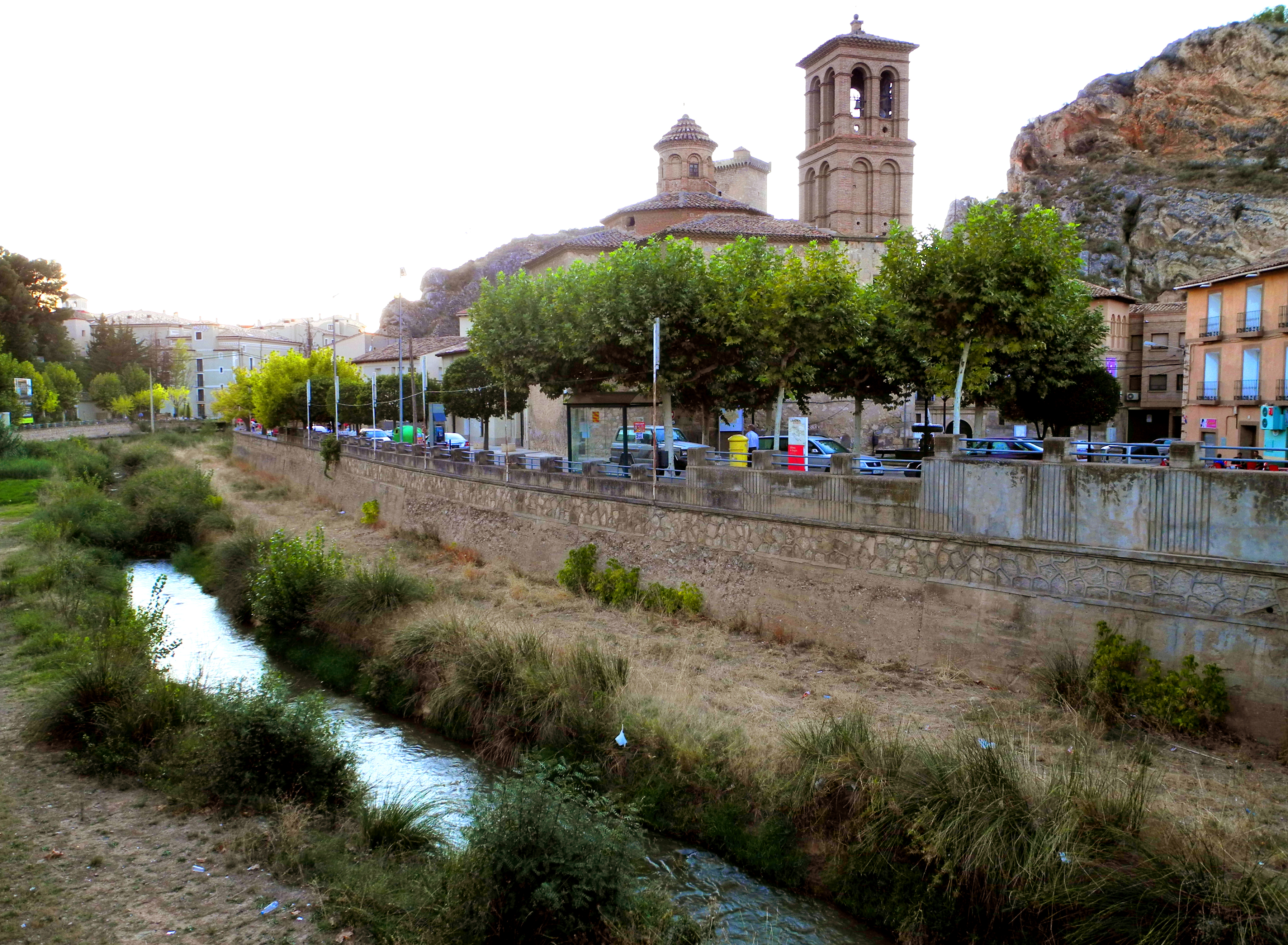
Curso del río Jalón a su paso por la localidad

Alhama de Aragón pertenece a la Comunidad de Calatayud. Dista 28 km de la capital bilbilitana y 111 km del centro de Zaragoza. Está atravesada por la autovía del Nordeste entre los pK 206 y 208. El municipio tiene un área de 31,11 km²
La localidad está emplazada a unos 664 m sobre el nivel del mar, sobre un pequeño puerto por el que penetra el río Jalón aprovechando una línea de fracturas tectónicas por donde manan aguas termales. Ello ha propiciado la instalación de balnearios en la localidad. 
El norte del municipio es muy irregular, definido por abruptas elevaciones que alcanzan más de 900 m de altura (Muela -915 m-, Peña Melera -917 m-) y un extenso páramo entre montañas llamado El Campillo. Al sur del río Jalón el relieve es el característico de esta zona, con abundantes barrancos y arroyos. 
| Noroeste: Cetina, Embid de Ariza | Norte: Embid de Ariza, Ateca | Noreste: Bubierca |
| Oeste: Contamina                 |                              | Este: Bubierca    |
| Suroeste: Contamina              | Sur: Ibdes, Godojos          | Sureste: Godojos  |

La temperatura media anual es de 13,8 °C y su precipitación anual de 360 mm.

## Historia
Parece más que probable que las termas fueran ya conocidas en época romana.
El topónimo romano del lugar, Aquae Bilbilitanorum —citado en el Itinerario de Antonino y en documentos imperiales—, así lo sugiere. De hecho, Cea Bermúdez afirmó haber visto restos de ellas en el siglo XIX. Aparece relacionada en el Itinerario Antonino A-25.
De acuerdo al poeta bilbilitano Marcial, probablemente el nombre prerromano de la localidad era Congedus. De la época árabe es el actual nombre de Alhama, proveniente de Al-Hammam, que significa «los baños». De aquellos tiempos todavía se conservan el Baño del Moro y el Baño de la Mora, dos pilas construidas en la roca de la que mana directamente abundante agua termal.
Alhama figura entre las conquistas que realizó el Cid Campeador en 1081, y es mencionada en el Cantar del Mío Cid: «Otro día se puso en marcha mío Cid el de Vivar y pasó frente Alhama, por la hoz abajo va...». Sin embargo, la plaza volvió luego a manos musulmanas, y sería Alfonso I quien definitivamente la reconquistara para los reinos cristianos en 1122 tras la toma de Calatayud.
No obstante, la posición estratégica de Alhama así como su carácter fronterizo, hizo que años más tarde fuera motivo de disputa entre castellanos y aragoneses. En la Guerra de los dos Pedros, pasó a depender en varias ocasiones de uno u otro reino entre los años 1361 y 1366. Esta situación volvió a repetirse al siglo siguiente, reinando en Aragón Alfonso V y en Castilla Juan II, hasta la paz de 1454 cuando quedó definitivamente incorporada a la Corona de Aragón.

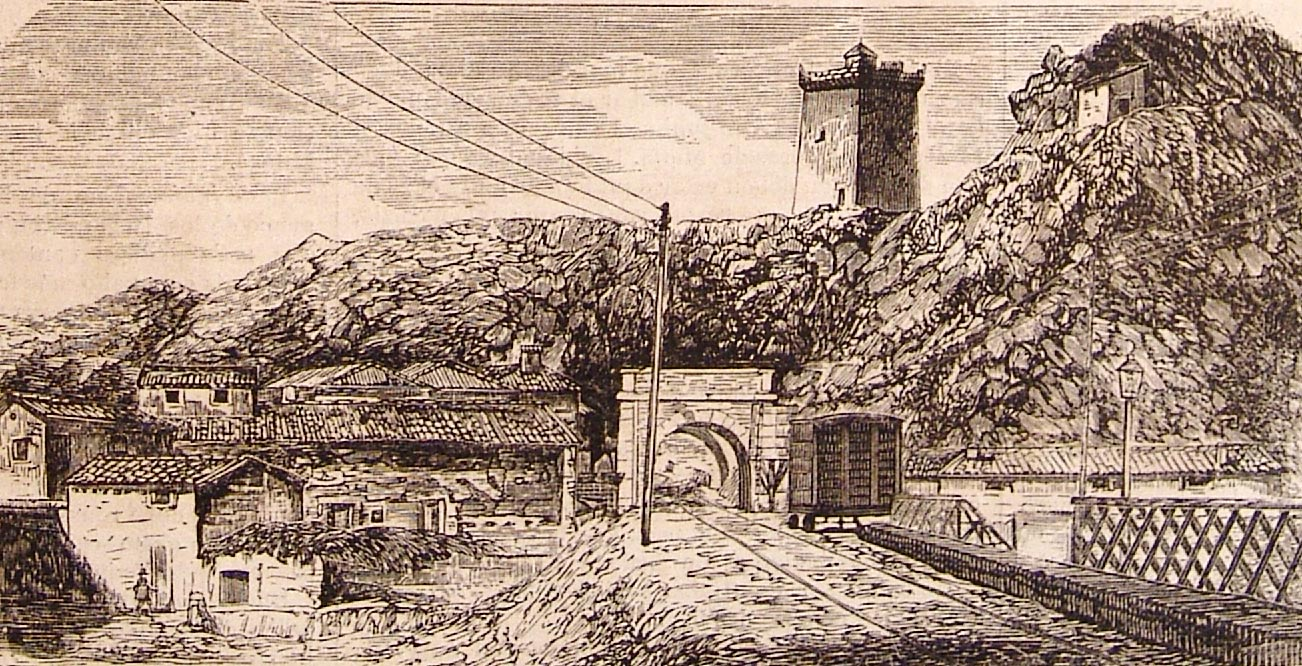
Vista de Alhama de Aragón en la segunda mitad del

Ya en el siglo XIX fue cuando dio comienzo la explotación de las aguas termales de Alhama. El Diccionario geográfico-estadístico-histórico de España (1845) de Pascual Madoz refiere que en su término municipal «brotan 30 ó 40 manantiales de aguas minerales, de cuya especie es la fuente que surte al vecindario, depositando sus aguas en un pilón por medio de dos hermosos caños de bronce»; añade que la población «tiene 120 casas, distribuidas en dos calles y tres pequeñas plazas... una iglesia parroquial bajo la advocación de la Natividad de Nuestra Señora... edificio antiquísimo, de orden gótico y de una sola nave». En su reseña, alude a las frecuentes inundaciones del Jalón, en concreto a la que tuvo lugar entre el 18 y el 20 de octubre de 1842, cuando el nivel de las aguas llegó a subir casi 3,5 varas, permaneciendo así durante dos días.
Hasta la reforma de la nomenclatura municipal de 1916 el municipio se llamaba simplemente Alhama. En dicha fecha su nombre fue modificado por el de Alhama de Aragón.

## Demografía
Alhama de Aragón cuenta con una población de 925 habitantes (INE 2024).
| Gráfica de evolución demográfica de Alhama de Aragón entre 1842 y 2021 |
| |
| Población de derecho según los censos de población del INE Población de hecho según los censos de población del INEEn estos censos se denominaba Alhama: 1842, 1857, 1860, 1877, 1887, 1897, 1900 y 1910 |

Aunque el censo de España de 1857 registra una población de 805 habitantes para Alhama, el auge de las aguas termales hace que la población de la localidad entre 1930 y 1960 alcance casi los 2000 habitantes.
A partir de la década de 1960 tiene lugar un notable descenso demográfico, observándose cierta estabilidad a partir de finales del siglo XX. En 2020 el municipio tenía 1011 habitantes.

## Economía

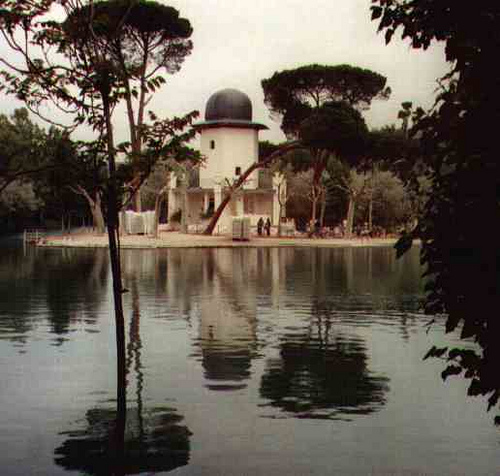
Lago termal de Alhama de Aragón.

La mayor riqueza de esta población reside en sus aguas termales, cuyos beneficios parece que ya eran conocidos en época romana.
Existen ocho manantiales de aguas bicarbonatadas, cálcicas, nitrogenadas, arsenicales, hipertermales y radiactivas.
Pero quizás lo más destacado es su lago termal, único en España, de casi dos hectáreas de superficie, con dos islas y un caudal de cristalinas aguas que brotan a 34 °C.
Alhama es también cuna de una importante tradición alfarera, que corre peligro de desaparecer si no encuentra continuación en las generaciones jóvenes.
Desde finales de la década de 1980, Alhama cuenta con ZALUX, una importante empresa de fabricación de luminarias estancas, introduciéndose desde el año 2012 también  en la fabricación de luminarias led. Zalux en la actualidad cuenta con cerca de 300 empleados y exporta a más de 80 países de todo el mundo. Zalux forma parte del grupo empresarial alemán TRILUX, uno de los mayores productores de productos de iluminación a nivel mundial.

## Administración y política
| Período                | Alcalde                    | Partido   | Partido |
| ---------------------- | -------------------------- | --------- | ------- |
| 1979-1983              | Pedro Lacruz Moros         | UCD       |         |
| 1983-1987              | Pedro Lacruz Moros         | UCD       |         |
| 1987-1991              | Pascual Marco Sebastián    | PSOE      |         |
| 1991-1995              | Pascual Marco Sebastián    | PSOE      |         |
| 1995-1999              | Pascual Marco Sebastián    | PSOE      |         |
| 1999-2003              | Antonio López Betrián      | PP        |         |
| 2003-2007              | Pedro Lacruz Francia       | PSOE      |         |
| 2007-2011              | Joaquín Alberto Antón Duce | CHA       |         |
| 2011-2012              | Joaquín Alberto Antón Duce | CHA       |         |
| 2013-2015              | José María Castejón Mozota | PAR       |         |
| 2015-2019              | José María Castejón Mozota | PAR       |         |
| 2019-2023              | José María Castejón Mozota | PAR       |         |
| 2023 -2023 (noviembre) | Jesús Lozano Castejón      | PP        |         |
| 2023 (diciembre)-2027  | Mª Pilar Marco Cebolla     | Tú Aragón |         |

| Partido político    | Partido político                                   | 2003   | 2007   | 2011   | 2015   | 2019   | 2023   |
| Partido político    | Partido político                                   | Ediles | Ediles | Ediles | Ediles | Ediles | Ediles |
|                     | Partido Aragonés (PAR)                             | 1      | 4      | 2      | 4      | 5      | —      |
|                     | Chunta Aragonesista (CHA)                          | —      | 3      | 4      | 3      | 2      | —      |
|                     | Partido de los Socialistas de Aragón (PSOE-Aragón) | 4      | 1      | 2      | 1      | 1      | 1      |
|                     | Partido Popular de Aragón (PP)                     | 4      | 1      | 1      | 1      | —      | 3      |
|                     | Tú Aragón                                          | —      | —      | —      | —      | 1      | 3      |
| Total de concejales | Total de concejales                                | 9      | 9      | 9      | 9      | 9      | 7      |

## Patrimonio

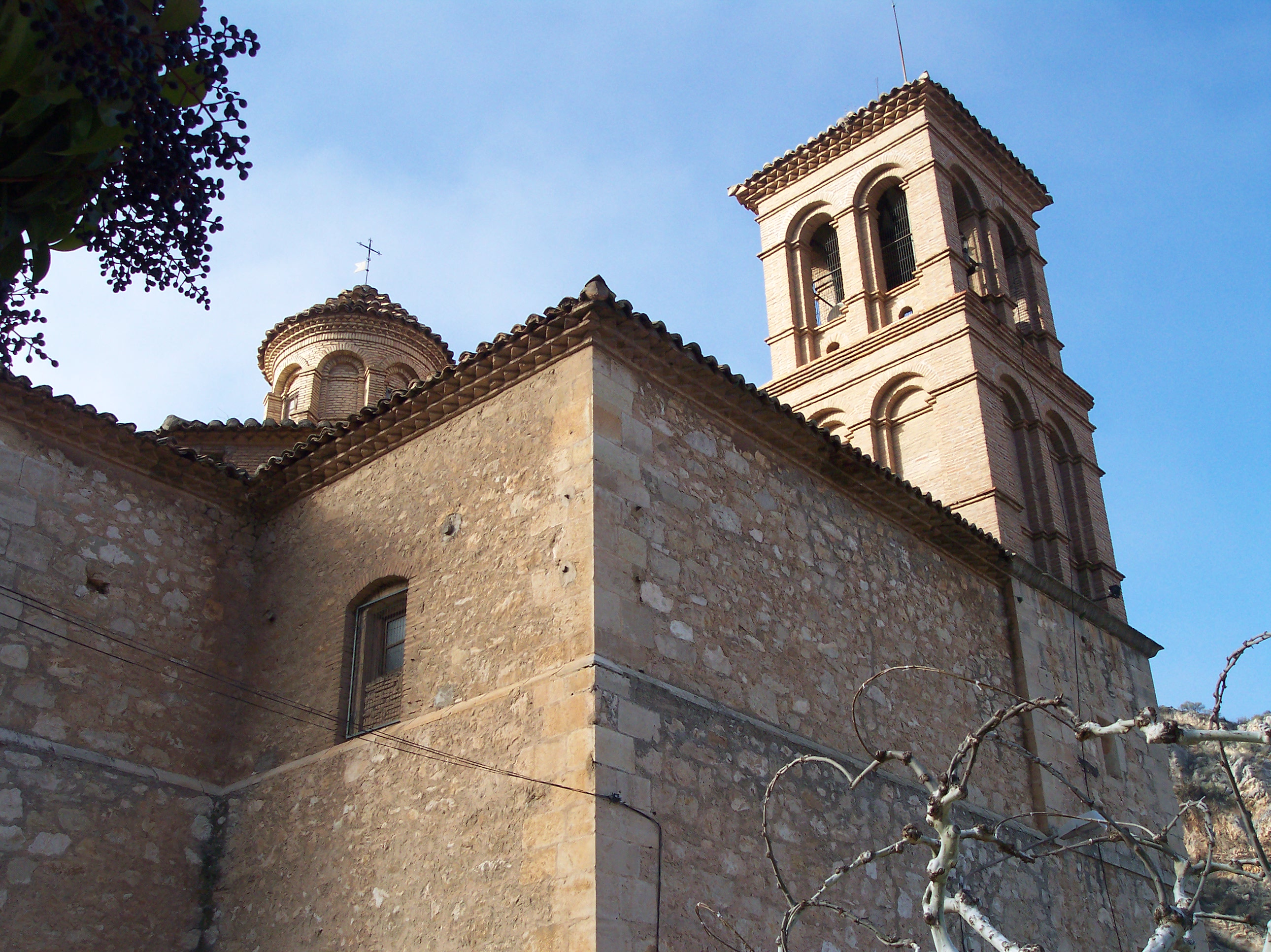
Iglesia de la Natividad.

La iglesia de la Natividad de Nuestra Señora es un templo barroco del siglo XVII construido en ladrillo tapial, y ampliado posteriormente en 1714. Su torre es de estilo mudéjar, con planta cuadrada y se divide en altura en tres cuerpos ligeramente decrecientes en altura, el primero en piedra sillar y de ladrillo los superiores. Tiene una nave con capillas entre los contrafuertes, cubierta con lunetos, con crucero y una cúpula semiesférica. Reviste especial interés la decoración de yeserías de tradición mudéjar que cubren las bóvedas del presbiterio y brazos del crucero.
El castillo de Alhama de Aragón, de origen musulmán, se alza sobre el cerro de la Serratilla, a las afueras de la población. La fortificación es de dimensiones modestas, formada por un recinto amurallado de forma ovalada. Es de planta rectangular, adaptada a las características de su asentamiento, construida sobre la roca y cubierta en parte mediante un pequeño talud. Solo se mantiene en pie la torre del homenaje, cuya construcción es posterior al resto del conjunto. La fortaleza fue construida en el siglo XII mientras que la torre probablemente es del siglo XIV.
Alhama posee un pintoresco casco urbano fruto del dominio musulmán. En él se levantan buenos ejemplos de arquitectura popular de la zona, destacando algunas edificaciones como la casa consistorial. Esta es una gran edificación ecléctica de dos alturas y gran longitud de fachada, con simetría en torno a un cuerpo central en el que se disponen tres arcos de medio punto en la planta baja.

## Fiestas
- Primer fin de semana de mayo. Romería a la ermita de San Gregorio.
- 21 al 23 de mayo. Fiestas de Santa Quiteria. Se acude en romería a la ermita de Santa Quiteria.
- 14 al 17 de agosto. Fiestas patronales en honor de San Roque.

## En las artes y la cultura popular
En Alhama se rodó la película de Los jueves, milagro, del director de cine Luis García Berlanga, en la que las fuerzas vivas de un pueblo llamado Fuentecilla se inventaban un milagro para reactivar las visitas a su balneario. Otra película rodada en la localidad es Accidente 703 de José María Forqué.